# Писку Пиетреј (Валча)
Писку Пиетреј (рум. Piscu Pietrei) насеље је у Румунији у округу Валча у општини Будешти. Oпштина се налази на надморској висини од 306 m.

## Становништво
Према подацима из 2002. године у насељу је живело 189 становника, од којих су сви румунске националности.